# Offagna
Offagna es una comuna (municipio) en la provincia de Ancona en la región de Marche, Italia, situado a unos 11 km al suroeste de Ancona. Al 31 de diciembre de 2004 tenía una población de 1.801 habitantes y una superficie de 10,5 km². Offagna es limítrofe con los municipios de Ancona, Osimo y Polverigi.

## Evolución demográfica
| Gráfica de evolución demográfica de Offagna entre 1861 y 2001 |
|                                                               |
| Fuente ISTAT - elaboración gráfica de Wikipedia               |

- Datos: Q124512
- Multimedia: Offagna / Q124512

1. ↑  Worldpostalcodes.org, código postal n.º 60020.
2. ↑  «Codici Catastali». Comuni-italiani.it (en italiano). Consultado el 29 de abril de 2017.